# AMISOM

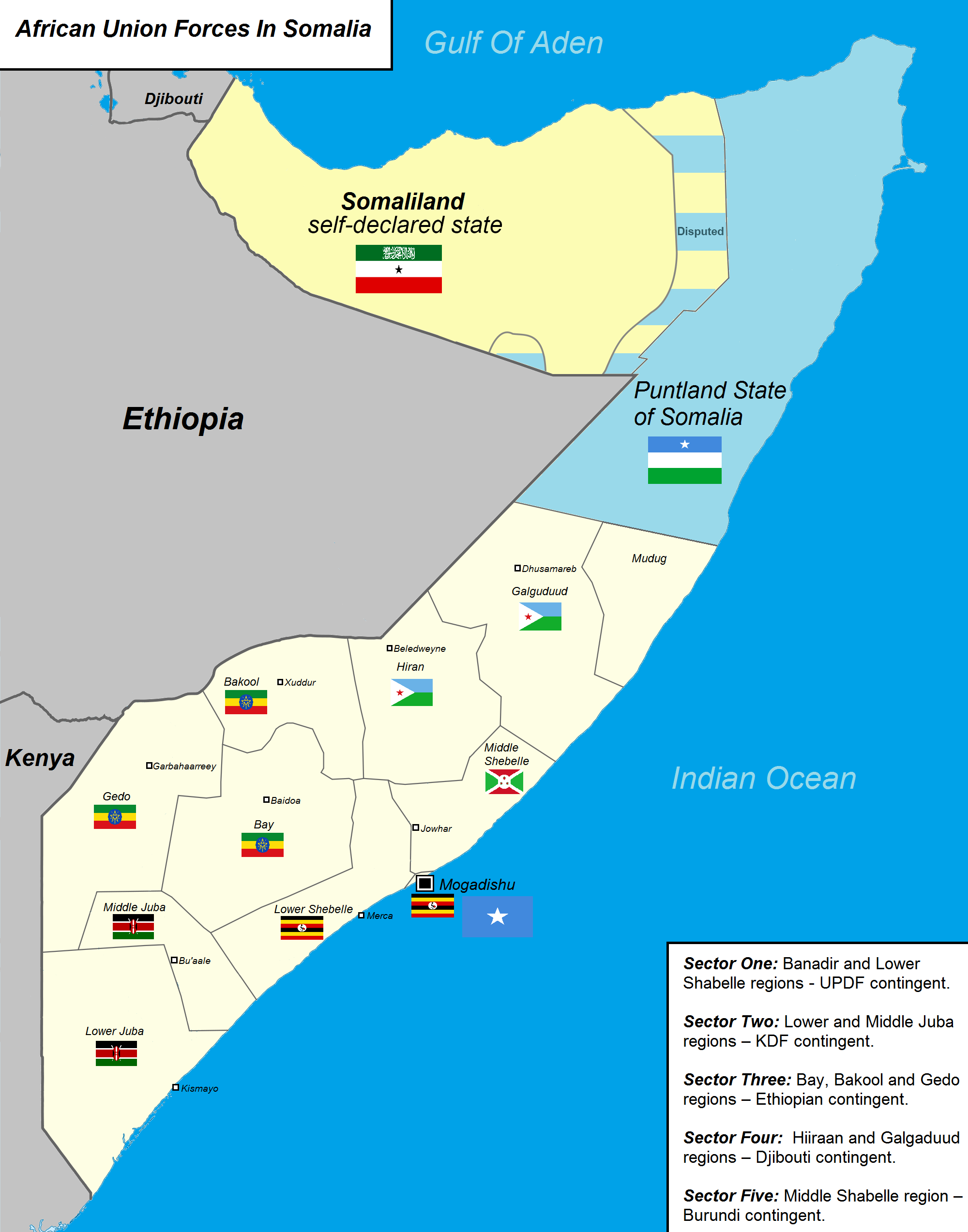
AMISOM in juli 2016.

AMISOM was een vredesoperatie van de Afrikaanse Unie in Somalië. Het acroniem staat voor African Union Mission in Somalia. De missie werd in januari 2007 opgericht door de Vredes- en Veiligheidsraad van de Afrikaanse Unie, en in februari 2007 goedgekeurd door de VN-Veiligheidsraad.
Acht Afrikaanse landen leveren samen zo'n 21.500 troepen en 500 agenten voor de missie in Somalië, met Oeganda, Burundi, Ethiopië, Kenia en Djibouti op kop. De soldaten krijgen een opleiding van Amerikaanse militairen alvorens op missie te vertrekken. De lonen van de soldaten in Somalië worden betaald door de Europese Unie. Ze verdienen er zo'n 940 euro per maand. In 2015 waren er naar schatting 1100 AMISOM-soldaten in Somalië omgekomen.
De missie is menigmaal verlengd tot aan 1 april 2022. Daarna werd de missie overgenomen door de African Union Transition Mission in Somalia (ATMIS), deze missie heeft tot doel om de veiligheid van Somalië weer in handen te geven van het Somalische leger. Deze missie loopt eind 2024 af.

## Achtergrond
In 1960 werden het voormalige protectoraat Brits-Somaliland en de kolonie Italiaans-Somaliland onafhankelijk, waarna ze werden samengevoegd tot de staat Somalië. In 1969 greep het leger de macht en werd Somalië een socialistisch-islamitisch land. In de jaren 1980 leidde het verzet tegen het totalitair geworden regime tot een burgeroorlog en in 1991 viel het centrale regime. Sindsdien beheersten verschillende groeperingen elk een deel van het land en viel Somalië uit elkaar.
In 2004 werd vanuit buurland Kenia de Federale overgangsregering (TFG) gevormd met zetel in Baidoa. In 2006 veroverden milities van de Unie van Islamitische Rechtbanken (UIR) bijna het gehele zuiden van het land, inclusief de hoofdstad Mogadishu. Buurland Ethiopië, dat verontrust was over het feit dat de UIR kennelijk een Groot-Somalië met ook Ethiopisch grondgebied ambieerde, viel Somalië binnen en heroverde het meeste grondgebied voor de TFG. Daarop werden vredesgesprekken gevoerd met de UIR, die deel ging uitmaken van de TFG. Enkele splintergroepen, waaronder Al-Shabaab, zetten de strijd echter verder.

## Beschrijving

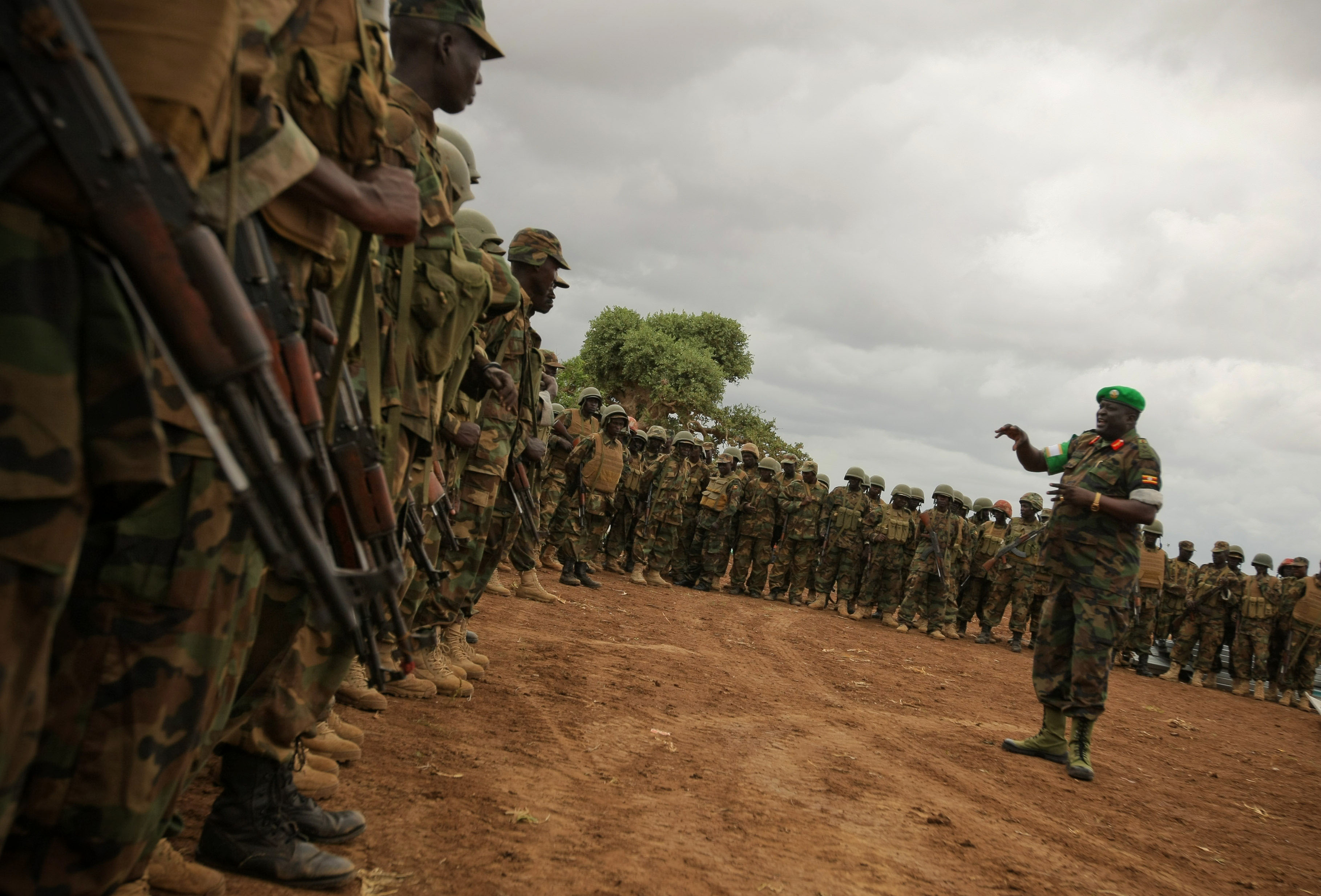
Oegandese troepen nabij Mogadishu in juni 2012.

De IGAD wilde een vredesmacht van 8000 man naar Somalië sturen, genaamd "IGASOM". In december 2006 stemde de VN-Veiligheidsraad daarmee in. Enkel niet-buurlanden van Somalië mochten troepen leveren, waardoor Soedan, Eritrea en Oeganda als enige in aanmerking kwamen. De missie werd daarom opengetrokken naar de Afrikaanse Unie, die er op 19 januari 2007 formeel mee instemde. Malawi, Nigeria, Burundi en Oeganda zegden ongeveer 4000 troepen toe.
In januari 2009 trok Ethiopië zijn troepen uit Somalië terug, waarop Al-Shabaab zijn pijlen op de TFG en de AU-troepen richtte. Nog diezelfde maand nam de groepering Baidoa in. In 2010 werd besloten AMISOM een meer offensieve rol tegen Al-Shabaab te geven. Djibouti en Guinee zegden troepen toe, en Oeganda had een bijkomend bataljon gestuurd. Daarmee telde de vredesmacht toen 7200 manschappen. In december 2010 vroeg en kreeg men middels resolutie 1964 van de Veiligheidsraad toestemming van de VN om uit te breiden tot 12.000 man. In oktober 2011 vielen ook Keniaanse troepen Somalië binnen in de strijd tegen Al-Shabaab, dat inmiddels nederlaag na nederlaag toegediend kreeg. Kenia vervoegde zich bij AMISOM, en voegde 5000 manschappen toe aan de missie nadat de VN middels resolutie 2036 van de Veiligheidsraad een verdere uitbreiding hadden toegestaan.